# Empyreuma sanguinosa
Empyreuma sanguinosa är en fjärilsart som beskrevs av Kirby 1892. Empyreuma sanguinosa ingår i släktet Empyreuma och familjen björnspinnare. Inga underarter finns listade i Catalogue of Life.